# Пъдарски реформи
Пъдарските реформи е неофициално название на проекта, изработен от Австро-Унгария и Русия за въвеждане на реформи в Османската империя и омиротворяване на Македония през 1903 година.

## История
След Горноджумайското въстание от 1902 година Османската империя обявява, че започва да провежда реформи. Целта й е да попречи на намесата на Великите сили във вътрешните й дела, както и за да избегне ново въстание на християнското население в Македония. Хилми паша е назначен за главен инспектор по реформите в европейските вилаети.
Австро-Унгария и Руската империя не остават удовлетворени от предвидените промени. Те изработват нов проект, за който се съобщава на Високата порта още на 8 февруари 1903 година, а е изработен окончателно на 17 февруари 1903 година. Според тях трябва да се пристъпи към:
- реорганизация на полицията и жандармерията и включване на чуждестранни офицери в нея,
- заместване на мюсюлмански с християнски пъдари (селски охранители/пандури), създаване на специален инспекторат за тях, така че поляците-турци да се заменят с християни във вилаетите на Солун, Битоля и Скопие.[1] Създаването на инспекторат се заема от турския проект за реформи, като дори признават назначения вече от Хилми паша,
- въвеждане на отделен бюджет за трите вилаета, който да се контролира от Османската банка,
- въвеждане на поземлен данък на мястото на десятъка.

Турското правителство възприема предложенията, но не ги прилага на практика.Само част от турците-пъдари са заменени, с което се изчерпва прилагането на реформите и заради което те стават известни с името пъдарски реформи. Реформите са приети първоначално и под натиска на Великите сили, но и понеже не предвиждат реална подкрепа за християните чрез чуждестранен контрол.
През април 1903 година са извършени Солунските атентати, а през юни избухва Илинденско-Преображенското въстание, след чието потушаване се преминава към изработването на Мюрцщегска реформена програма през 1904 година.